# サンパウロ公共交通博物館

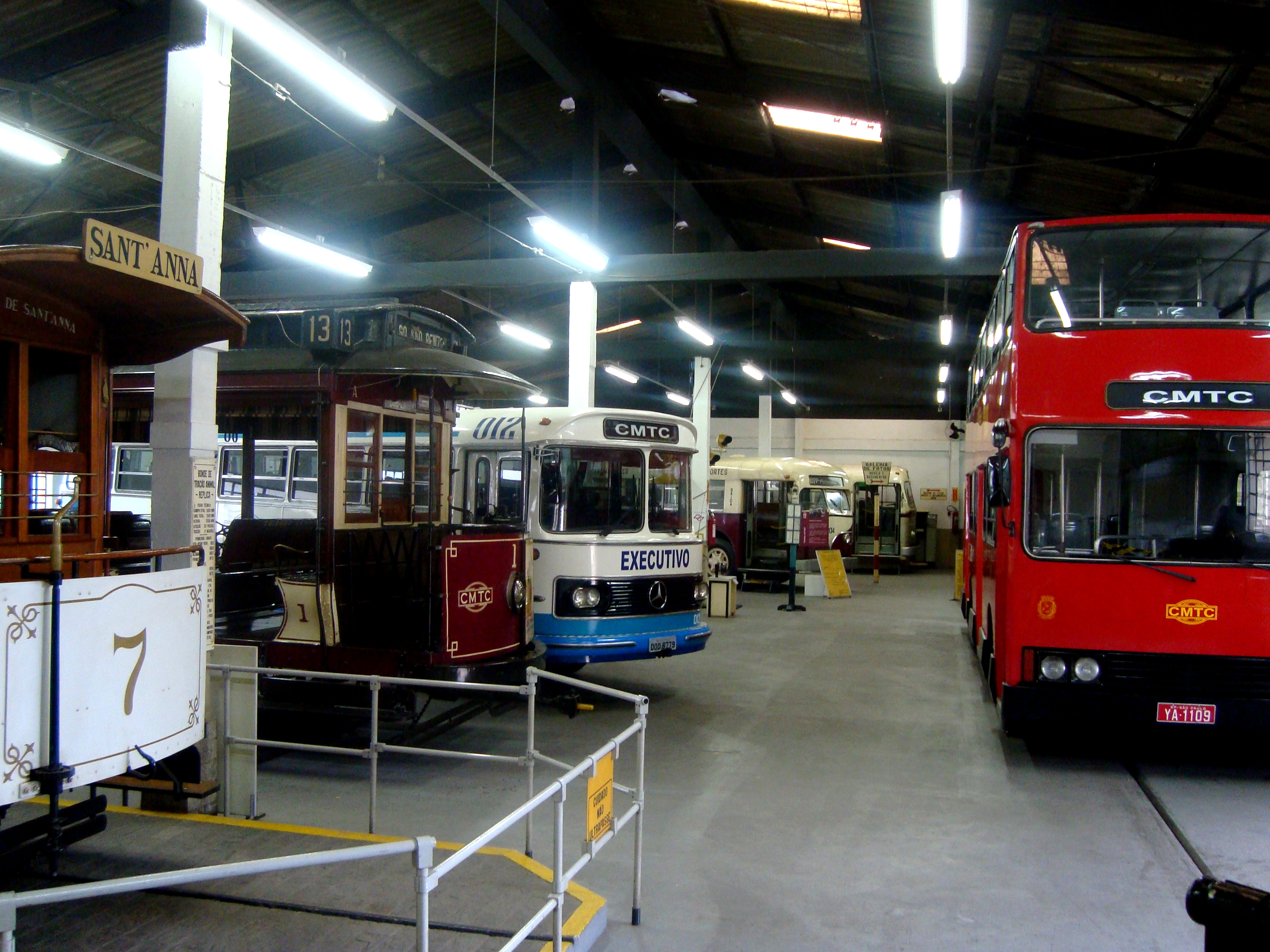

ガエターノ・フェローラ公共交通博物館は、ブラジルのサンパウロ市カニンデ区に所在する博物館である。1985年5月20日に、公共交通公社 (CMTC) 博物館として当時のサンパウロ市長のマリオ・コヴァスにより開館した。そして公共交通公社の職員であり、この博物館の発展に尽力したガエターノ・フェローラの死去の翌年である1991年の9月27日に、今の名称が与えられた。現在この博物館は、バス事業者であるSP Transにより維持・管理されている。
この交通博物館では、ブラジルで最初に走った鉄道馬車から、ブラジル国内で最初に生産されたトロリーバスまでの公共交通に関する国家的な遺物を所蔵している。施設内にはそのほか路面電車、バスなどの7台の車両、車両の部品、約1500点の写真と1500点の書籍を有する小図書室、展示物と、都市交通の進歩に関する文書も収蔵されている。

## 参考
1. ↑  Museu do Transporte Público Gaetano Ferolla、2009年8月18日閲覧 （ポルトガル語）
2. ↑  Exposição traz a história do transporte coletivo de São Paulo、2009年8月18日閲覧 （ポルトガル語）